# William Douglas-Hamilton, XII duca di Hamilton
William Alexander Louis Stephen Douglas Hamilton, XII duca di Hamilton, IX duca di Brandon e II duca di Châtellerault (Londra, 12 marzo 1845 – Algeri, 16 maggio 1895), è stato un nobile scozzese.

## Biografia

### Infanzia ed educazione

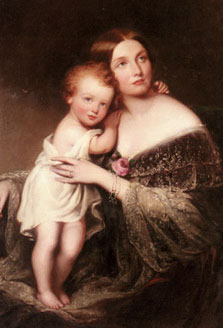
William con la madre Maria Amelia di Baden nel 1847

William era il figlio di William Hamilton, XI duca di Hamilton e della principessa Maria Amelia di Baden, nipote adottiva di Napoleone Bonaparte. Hamilton nacque a Connaught Place, Londra.
Studiò a Eton e al Christ Church di Oxford.

### Duca di Hamilton
Ascese al Ducato di Hamilton nel 1863, in seguito alla morte del padre William

### Matrimonio
Il 10 dicembre 1873, sposò Lady Mary Montagu, figlia di William Montagu, VII duca di Manchester, a Kimbolton Castle.

### Ultimi anni e morte

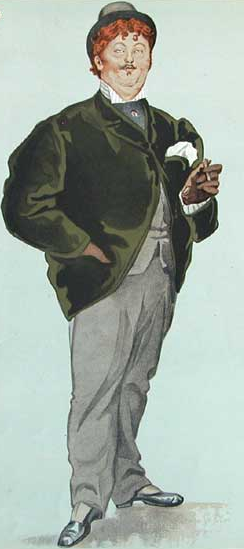
Il Duca di Hamilton in una caricatura

Nel 1867 si trovò vicino alla rovina finanziaria, ma in quel'anno vinse il Grand National Steeplechase ad Aintree, una prestigiosa corsa di cavalli, passione che aveva ereditato dal padre. Oltre al premio consistente in denaro ottenne anche un totale di £ 16.000 dai bookmakers, ripristinando così la sua fortuna.
Morì ad Algeri nel 1895, e il titolo passò a suo cugino, Alfred Hamilton.

## Discendenza
Hamilton e Lady Mary Montagu ebbero una figlia:
- Lady Mary Louise (1884-1957), sposò James Graham, VI duca di Montrose ed ebbe figli.

## Ascendenza
|                                                   |                          |                                                      | Genitori                                              |  |  | Nonni |  |  | Bisnonni                                   |  |  | Trisnonni                              |  |
|                                                   |                          |                                                      |                                                       |  |  |       |  |  | 8. Archibald Hamilton, IX duca di Hamilton |  |  | 16. James Hamilton, V duca di Hamilton |  |
|                                                   |                          |                                                      |                                                       |  |  |       |  |  | 8. Archibald Hamilton, IX duca di Hamilton |  |  | 16. James Hamilton, V duca di Hamilton |  |
|                                                   |                          | 17. Anne Spencer                                     |                                                       |  |  |       |  |  | 8. Archibald Hamilton, IX duca di Hamilton |  |  |                                        |  |
| 4. Alexander Hamilton, X duca di Hamilton         |                          |                                                      |                                                       |  |  |       |  |  | 8. Archibald Hamilton, IX duca di Hamilton |  |  |                                        |  |
|                                                   |                          | 9. Harriet Stewart                                   | 18. Alexander Stewart, VI conte di Galloway           |  |  |       |  |  |                                            |  |  |                                        |  |
|                                                   |                          | 9. Harriet Stewart                                   | 18. Alexander Stewart, VI conte di Galloway           |  |  |       |  |  |                                            |  |  |                                        |  |
|                                                   |                          | 9. Harriet Stewart                                   | 19. Catherine Cochrane                                |  |  |       |  |  |                                            |  |  |                                        |  |
| 2. William Hamilton, XI duca di Hamilton          |                          | 9. Harriet Stewart                                   |                                                       |  |  |       |  |  |                                            |  |  |                                        |  |
|                                                   |                          | 10. William Beckford                                 | 20. William Beckford                                  |  |  |       |  |  |                                            |  |  |                                        |  |
|                                                   |                          | 10. William Beckford                                 | 20. William Beckford                                  |  |  |       |  |  |                                            |  |  |                                        |  |
|                                                   |                          | 10. William Beckford                                 | 21. Maria Hamilton                                    |  |  |       |  |  |                                            |  |  |                                        |  |
| 5. Susan Euphemia Beckford                        |                          | 10. William Beckford                                 |                                                       |  |  |       |  |  |                                            |  |  |                                        |  |
|                                                   |                          | 11. Margaret Gordon                                  | 22. Charles Gordon, IV conte di Aboyne                |  |  |       |  |  |                                            |  |  |                                        |  |
|                                                   |                          | 11. Margaret Gordon                                  | 22. Charles Gordon, IV conte di Aboyne                |  |  |       |  |  |                                            |  |  |                                        |  |
|                                                   |                          | 11. Margaret Gordon                                  | 23. Margaret Stewart                                  |  |  |       |  |  |                                            |  |  |                                        |  |
| 1. William Douglas-Hamilton, XII duca di Hamilton |                          | 11. Margaret Gordon                                  |                                                       |  |  |       |  |  |                                            |  |  |                                        |  |
|                                                   | 12. Carlo Luigi di Baden | 24. Carlo Federico di Baden                          |                                                       |  |  |       |  |  |                                            |  |  |                                        |  |
|                                                   | 12. Carlo Luigi di Baden | 24. Carlo Federico di Baden                          |                                                       |  |  |       |  |  |                                            |  |  |                                        |  |
|                                                   | 12. Carlo Luigi di Baden | 25. Carolina Luisa d'Assia-Darmstadt                 |                                                       |  |  |       |  |  |                                            |  |  |                                        |  |
| 6. Carlo II di Baden                              | 12. Carlo Luigi di Baden |                                                      |                                                       |  |  |       |  |  |                                            |  |  |                                        |  |
|                                                   |                          | 13. Amalia d'Assia-Darmstadt                         | 26. Luigi IX d'Assia-Darmstadt                        |  |  |       |  |  |                                            |  |  |                                        |  |
|                                                   |                          | 13. Amalia d'Assia-Darmstadt                         | 26. Luigi IX d'Assia-Darmstadt                        |  |  |       |  |  |                                            |  |  |                                        |  |
|                                                   |                          | 13. Amalia d'Assia-Darmstadt                         | 27. Carolina del Palatinato-Zweibrücken-Birkenfeld    |  |  |       |  |  |                                            |  |  |                                        |  |
| 3. Maria Amelia di Baden                          |                          | 13. Amalia d'Assia-Darmstadt                         |                                                       |  |  |       |  |  |                                            |  |  |                                        |  |
|                                                   |                          | 14. Claude de Beauharnais, conte des Roches-Baritaud | 28. Claude de Beauharnais, conte des Roches-Baritaud  |  |  |       |  |  |                                            |  |  |                                        |  |
|                                                   |                          | 14. Claude de Beauharnais, conte des Roches-Baritaud | 28. Claude de Beauharnais, conte des Roches-Baritaud  |  |  |       |  |  |                                            |  |  |                                        |  |
|                                                   |                          | 14. Claude de Beauharnais, conte des Roches-Baritaud | 29. Fanny di Beauharnais                              |  |  |       |  |  |                                            |  |  |                                        |  |
| 7. Stefania di Beauharnais                        |                          | 14. Claude de Beauharnais, conte des Roches-Baritaud |                                                       |  |  |       |  |  |                                            |  |  |                                        |  |
|                                                   |                          | 15. Claudine de Lézay-Marnésia                       | 30. Claude, III marchese de Lézay-Marnésia            |  |  |       |  |  |                                            |  |  |                                        |  |
|                                                   |                          | 15. Claudine de Lézay-Marnésia                       | 30. Claude, III marchese de Lézay-Marnésia            |  |  |       |  |  |                                            |  |  |                                        |  |
|                                                   |                          | 15. Claudine de Lézay-Marnésia                       | 31. Marie-Claudine de Nettancourt, dama de Vaubécourt |  |  |       |  |  |                                            |  |  |                                        |  |
|                                                   |                          | 15. Claudine de Lézay-Marnésia                       |                                                       |  |  |       |  |  |                                            |  |  |                                        |  |